# Juraj Gracin
Juraj Gracin (Zadar, 14. svibnja 1938. – Zadar, 28. travnja 2021.), talijanist i kroatist, pisac i prevoditelj, glazbeni djelatnik. 

## Životopis
Pučku školu i gimnaziju pohađao i završio u Zadru. Zvanje profesora talijanskoga jezika i književnosti stekao na  Filozofskom fakultetu u Zadru, tada u sklopu Zagrebačkoga sveučilišta. Nakon poslijediplomskoga studija (Povijest hrvatske književnosti) pri Centru za poslijediplomske studije u Dubrovniku Sveučilišta u Zagrebu, na Filozofskom fakultetu u Zagrebu magistrirao (1980., "Hrvatska radio-dramska književnost od početka 1957. do kraja 1967.") i doktorirao (1983., "Časopis Glasnik Matice dalmatinske, Zadar 1901. – 1904.") iz područja filoloških znanosti. U oba slučaja mentor mu je bio akademik Ivo Frangeš, voditelj navedenoga studija.
Tijekom studiranja, pa do u 1970-e godine predavao klasičnu gitaru na zadarskoj Glazbenoj školi “Blagoje Bersa”;  uz to, u dopunskom radu, predavao talijanski jezik na zadarskom odjelu riječke Više pomorske škole, na zadarskoj Pedagoškoj akademiji i na zadarskom Filozofskom fakultetu (1969. – 1972.). Kao stipendist talijanskih ustanova pohađao tečajeve iz talijanskog jezika i književnosti, te filozofije i umjetnosti u Perugii, Pisi,  S. Margheriti Ligure i Veneciji.
Od 1972. do 1988. uposlen u svojstvu glazbenog urednika, potom i komentatora u zadarskom RTV-centru RTV Zagreb. U tom je svojstvu na Radio Zadru i Radio Zagrebu objavio velik broj recenzija i emisija, te, uz ine kulturološke sadržaje, i radiofonsku adaptaciju prvog hrvatskog romana "Planine" Petra Zoranića. Od 1974. do u 1992. najneposrednije sudjelovao u organizaciji međunarodne priredbe  Glazbene večeri u Sv. Donatu; g. 1970. organizirao zadarski ogranak Muzičke omladine Hrvatske;  organizirao dva klavirska tečaja (1989. i 1990.) prof. Rudolfa Kehrera...
Na zadarskom Filozofskom fakultetu Sveučilišta u Splitu (od 2002.Sveučilištu u Zadru) u stalnom radnom odnosu bio od kraja g. 1988.: docent za scensku, filmsku i glazbenu umjetnost te i kulturnu politiku (voditelj Katedre za studij organizacije kulturnih djelatnosti); od 1. listopada 1990. na Odsjeku za talijanski jezik i književnost, u svojstvu docenta te izvanrednog profesora novije talijanske književnosti; tijekom 1990-ih godina, u nekoliko uzastopnih mandata, predstojnik Odsjeka te i pročelnik Zavoda za žive strane jezike. Pokretač (2001/2002.), voditelj i predavač Poslijediplomskog (magistarskog i doktorskog) znanstvenog studija književnosti.  Umirovljen, de iure, 1. listopada 2003., de facto, svojom voljom, g. 2005. God. 1996. bio je spiritus movens svečanog obilježavanja 600. obljetnice Dominikanskog općeg učilišta u Zadru, prvog hrvatskog sveučilišta.

Piše na hrvatskom i talijanskom jeziku, te i prevodi s/na oba jezika. Objavio je velik broj recenzija, članaka, eseja, rasprava, prijevoda, nekoliko pripovijedaka te dvadeset autorskih i prijevodnih knjiga (sedamnaest u Hrvatskoj i tri u Italiji), među kojima i četiri romana.
Kao organizator i referent, te i kao gost sudjelovao u radu znanstvenih i stručnih skupova u zemlji i inozemstvu (Zadar, Zagreb, Dubrovnik, Sarajevo, Opatija, Lausanna, Agrigento, Padova, Venecija, Bolzano, Feltre; imao je samostalne javne nastupe u zemlji i inozemstvu (u organizaciji Matice hrvatske, Družbe "Braća Hrvatskoga Zmaja", milanske ustanove Centro Nazionale Studi Manzoniani, institucije Accademia di Scienze Lettere ed Arti Sveučilišta u Brescii, te i Klasičnog liceja "Arnaldo" u istome gradu).
Inicijator i član raznih hrvatskih i međunarodnih strukovnih, kulturno-prosvjetnih i humanitarnih udruga. Kao član Matice hrvatske jedno vrijeme bio u savjetu Zadarske revije, potom i u uredništvu  Zadarske smotre. 
16. studenog 1990. sudjelovao na zagrebačkoj Svečanoj obnoviteljskoj Glavnoj skupštini domoljubne kulturno-prosvjetne družbe "Braća Hrvatskoga Zmaja", odmah potom pokrenuo inicijativu za utemeljenje družbina zadarskoga Stola, što je i ostvareno u veljači g. 1991. Prvih pet godina obnašao dužnost pročelnika Stola, g. 2000. istupio iz Družbe. Od 1980. redovni član Hrvatskoga društva skladatelja, od 2013. počasni član Društva hrvatskih književnih prevodilaca. 
Visokim časnikom Viteškog reda sv. Lazara Jeruzalemskog (OSLJ-a)imenovan 1994., a svečano zaređen 13. prosinca 1997. u milanskoj crkvi S.Maria della Visitazione. Uz suglasnost hrvatskog Ministarstva za vanjske poslove, 3. ožujka 1999. Ministarstvo uprave Republike Hrvatske izvršilo je upis Reda u Registar udruga RH-e, te je potvrdilo raniju odluku Velikog kancelara Reda R. S. Attarda da J. Gracin bude ovlaštenim predstavnikom Reda u Hrvatskoj. 
Počasnim članom Associazione Culturale Neo-Umanesimo u Brescii imenovan 2001. g. Spomenuti je i članstvo, do pred umirovljenjem, u Associazione Internazionale Professori di Italiano te i u Associazione Internazionale "Dino Buzzati". 
Od g. 2005. posve se povlači iz neposredna aktivna društvena života, te se isključivo bavi prevođenjem i pisanjem. Njegova bibliografija sadrži više od petsto mnogovrsnih bibliografskih jedinica.

## Djela (izbor)
STRUČNE KNJIGE
- Iz zadarske povjesnice, Zadarska tiskara, Zadar, 1997.
- Il poeta dell'evento esistenziale, In occasione del II centenario della nascita di Giacomo Leopardi, Neo-Umanesimo, Brescia,1998.
- Scritti sulla letteratura italiana, Vannini Editrice, Gussago, 2003.
- K spoznavanju privida i zbilje, Profil International, Zagreb, 2008.

PRIJEVODNE KNJIGE
- Alessandro Manzoni, Sveti hvalospjevi / Inni Sacri, Kršćanska sadašnjost, Zagreb,1995.(dvojezično)
- Gli italiani di Miroslav Krleža, Baroni Editore, Viareggio – Lucca, 1999. (dvojezično)
- Andrea Camilleri:

Izlet u Tindari / La gita a Tindari, Profil International, Zagreb, 2004.
Glas violine / La voce del violino, Ibid.
Miris noći / L'odore della notte, Profil Multimedija, Zagreb, 2011.
Oblik vode / La forma dell'acqua, Profil knjiga, Zagreb, 2012.
Zmijsko leglo / Il covo di vipere, Ibid., 2014.
Paukova strpljivost / La pazienza del ragno, Ibid., 2016.
Drugi kraj konca / L'altro capo del filo, Ibid., 2017.
Zaštitna mreža / La rete di protezione, Ibid., 2018.
Catalanottijeva metoda / Il metodo di Catalanotti, Ibid., 2019.
- Domenico Moro, Klub Bilderberg i Trilaterala / Club Bilderberg, Profil knjiga, Zagreb, 2014.

BELETRISTIKA
- Jedan u sedam, 2., dopunjeno izdanje, Vlastita naklada, Zadar, 2012. – roman
- Viktorov put, Vlastita naklada, Zadar, 2012. – roman
- U paukovoj mreži, Profil knjiga, Zagreb, 2015. – roman
- Od – do, Redak, Split, 2015. – roman
- Ključ, Republika, Zagreb,10/2007. – pripovijetka
- Povratak, Republika, Zagreb, 2/2009. – pripovijetka
- Prijetvor, Dubrovnik, Dubrovnik, 4/2010. – novela
- Zrcalo, Marulić, Zagreb,1-2/2013. – novela
- Zadarski dan(i) mrtvih, Marulić, Zagreb, 2016/5. – pripovijetka

RAZLIČITI ČLANCI U ČASOPISIMA, ZBORNICIMA I KNJIGAMA
- Jakov Čuka u Glasniku Matice Dalmatinske, Mogućnosti, Split, XXXIV/1986,6-7-8.
- Kazalište Uga Bettija, Književna smotra, Zagreb, XVIII/1986,61-62.
- Heraklo Marijana Matkovića, Dometi, Rijeka, XX/1987,5.
- Milorad Medini u "Glasniku Matice Dalmatinske", Radovi, Razdio filoloških znanosti, sv. 27, br.17 (1988.)
- Kulturu treba živjeti – Za kulturu u akciji, Kultura i društvo, Zbornik, Školska knjiga, Zagreb, 1989.
- Povijest učiteljica života.Kvalitativna jezgra povijesnih romana Ivana Aralice, Marulić, Zagreb, XXII/1989,1.
- K novoj paradigmi kulture, Radovi Filozofskog fakulteta u Zadru, Razdio filozofije,psihologije i pedagogije,28(5), 1989.
- Goldonijev obrazac komičkog teatra, Mogućnosti, Split, XXXVII/1989, 5-6.
- Teatar i film, razlike i sličnosti,Radovi Filozofskoga fakulteta u Zadru,Razdio filoloških znanosti",29(19),1990.
- Pirandello na tragu Bergsona, 15 dana, Zagreb,XXXIV/1991,1-2.
- Duh i uz voštanice (Snagom križa),Večernji list (Hrvatski rukopis), Zagreb, 1. XII.1991.
- I to je književnost, Hrvatska revija, Zagreb, XXV/1992,1(165).
- Prof. dr. Žarko Muljačić, u povodu 7o. godišnjice života, "Radovi – razdio filoloških znanosti (21), Filozofskog fakulteta u Zadru", 1991/1992.,  Zadar, 1993., str. 1-4.
- Zavir u Areteja, Dubrovnik, IV/1993,1.
- Zadarsko hrvatsko novinstvo u 19. stoljeću, Hrvatska, I/1994,1.
- Južnohrvatska književnost u doba Matice dalmatinske, Zadarska smotra, LXIII/1994,5-6.
- Manzonijeva oduhovljenost.U knjzi:Alessandro Manzoni,Sveti hvalospjevi/Inni Sacri,Kršćanska sadašnjost,Zagreb,1995.
- La ricezione delle idee di Niccolo' Machiavelli tra i croati nel tempo. U knjizi:Niccolo' Machiavelli politico, storico, letterato; Atti del Convegno di Losanna 27-30 settembre 1995, Saleno ed., Roma,1996.
- L'intuizionismo secondo Luigi Pirandello, "La Battana" Rijeka, XXXI, 127.
- I primi due romanzi di Alberto Moravia.U knjizi Narratori del Novecento, Palumbo ed.,Palermo, 1996.
- Čas istine. U knjizi:Očenaš iz Hrvatske, Teovizija, Zagreb,1996.
- Leopardi u hrvatskome zrcalu, Dometi, Rijeka,VII/1997,7-12.
- L'ideologia delle principali riviste letterarie in Italia fra le due guerre, "La Battana", Rijeka XXXIII/1996, 119.
- I quaderni di un dubbio, "La Battana", Rijeka, XXXXIV/1997, 124.
- Begović i Pirandello, u knjizi Recepcija Milana Begovića, Zbornik radova s međunarodnog znanstvenog skupa povodom 120. obljetnice rođenja Milana Begovića,Zadar-Zagreb, 5. – 8. prosinca 1996, Hrvatski studiji Sveučilišta u Zagrebu,Zavod za povijest hrvatske književnosti HAZU u Zagrebu,Hrvatsko filološko društvo Zadar, Zagreb-Zadar,1998.
- In difesa del senso e della bellezza.U knjizi: Gli italiani di Miroslav Krleža,Baroni ed.,Viareggio – Lucca, 1999.
- La fine di un mito,Ghibli, Viareggio, n.27, 1999.
- Pisanjem k ozdravljenju,Talijanističke i komparatističke studije u čast Mati Zoriću, Zbornik radova Međunarodnog znanstvenog skupa Zagreb, 27. i 28. svibnja 1997., Odsjek za talijanski jezik i književnost Filozofskog fakulteta u Zagrebu, 1999.
- Glorie letterarie croate di Zara,La Battana, Rijeka, XXXVII/135, 2000.
- I više od same glazbe. U knjizi: Glazbene večeri u sv. Donatu: 40 godina/The music evenings in St. Donat's: 40 years, Urednica: Jagoda Martinčević, Zadar, 2000.
- Od Sabe do Balestrinija, Talijanska poezija nakon II.svjetskog rata,DubrovnikXII/2001,2.
- Verga nakon 120 godina, Hrvatska obzorja', Split, IX/2001,4.
- Talijanska književna periodika od 1944. do u 1970-e godine,Književa smotra, Zagreb,XXXIII/2001,2-3.
- Poslijeratna talijanska drama,ili teatar riječi i smisla.Sintetički prikaz talijanske dramatike od 1945. do 1970-ih, Kazalište, Zagreb,IV/2001,7-8.
- Talijanska proza od 1945. do 1980. godine,Književna smotra, Zagreb,XXXIII/2001, 122 (4).
- Alesandro Manzoni in Croazia. U knjizi:Commentari dell'Ateneo di Brescia per l'anno 1999, Brescia, 2002.
- Vjera u književnu povijest. Uz 200. obljetnicu rođenja Niccoloa Tommasea, Vijenac, Zagreb, 14. XI. 2002.
- Riječ-dvije o G.Bassaniju, Dubrovnik, XIII/2002, 4.
- Duhom Božjim ispunjeni ljudi. U knjizi:Zoran Filipović,Sveti Otac Ivan Pavao II. u III. pastirskom pohodu Hrvatskoj 5. – 9. VI. 2003. Dubrovnik, Osijek, Đakovo, Rijeka, Zadar, Naklada Zoro, Zagreb – Sarajevo, Znanje, Zagreb, Hrvatska biskupska konferencija, Zagreb, prosinac 2003.
- U pozitivnim svjetskim trendovima i mi Hrvati istaknimo vlastitost. Dnevnik,Hrvatsko slovo, Zagreb, 27. V. 2016.
- Dajmo se razumu i vjeri, "Glas Koncila", br. 17–18., Zagreb, 26. IV. i 3., V. 2020.

PRIJEVODI POEZIJE U ČASOPISIMA
sv. Franjo Asiški: Pjesma sunca (Cantico di Frate Sole), Marulić, Zagreb, 1989., br. 4; Vladmir Nazor: O štioče talijanski (O lettore italiano), Marulić, 1992., br. 3; Giuseppe Ungaretti: Otok (L'isola), Večer (Sera), Vrijeme je nijemo (Il tempo e' muto), 24. kor (24-mo Coro), Ništavnost (Vanita'), Samoća (Solitudine), Muka (Danazione), Faze (Fase), Livada (Prato), Dosada (Noia), Zvijezde (Stelle), Bijaše nekoć (C'era una volta), Nostalgija (Nostalgia), Vedrina (Sereno), Vojnici (Soldati), Bdjenje (Veglia), Potonula Luka (Il porto sepolto), Oproštaj (Comiato), Marulić, 1993., br. 4; Eugenio Montale: Motet (Motteto), Arsen (Arsenio), Susret (Incontro), Nemoj odsjeći (Non recidere), Škripi kolotur (Cigola la carrucola), Naušnice (Gli orecchini), Kratko dugo putovanje (Breve lungo viaggio), Književna smotra, Zagreb, 1994., br. 91; Alessandro Manzoni: Božić 1833. (Il Natale 1833), Hrvatska obzorja, Split, 1997., br. 4; Giacomo Leopardi: Mjesecu (Alla Luna), Blagdanska večer (La sera del di' di festa), Silviji (A Silvia), Beskonačnost (L'infinito), Oponašanje (Imitazione), Sebi samome (A se stesso), Dometi, Rijeka, 1997., br. 7-12, Brnistra (La ginestra), Hrvatska obzorja, Split, 1998., br. 2; Salvatore Quasimodo: I umah je mrak (Ed e' subito sera), Marulić, 2002., br. 3; Giorgio Bassani: U zlatnim godinama (Negli anni d'oro), Rasni zakoni (Le leggi razziali), Valcer (Valzer), Dubrovnik, 2002, br. 4; Vittorio Sereni: Granica (La frontiera), Terasa (Terazzo), Rujan (Settembre), Alžirski dnevnik (Diario di Algeria), Ljudski instrumenti (Strumenti umani), Još na putu za Zennu (Ancora sulla strada di Zenna), Godinama poslije (Anni dopo), Sastanak u Neuobičajeni sat (Appuntamento a ora insolita), Razgovor sa samoubojicom (Intervista a un suicida), Plaža (La spiaggia), Nestala zvijeda ( Stella variabile), Zbogom lijepi Lugano (Addio Lugano bella), Nikola (Niccolo'), Strah drugi (Para seconda), Književna smotra, 2002., br. 126; Andrea Zanzotto: Koliko dugo (Quanto a lungo), Razgovor (Colloquio), VIII. ekloga (Ecloga VIII), Snježno savršenstvo (La perfezione della neve), Dubrovnik, 2003, br. 3-4; Mario Luzi: Gotička bilježnica IV. (IV quaderno gotico), Travanj-Ljubav (Aprile-Amore), Glas Giuseppini nakon mnogo godina (Notizie a Giuseppina dopo tanti anni), U dvoje (In due), Književna smotra, 2005., br. 136-137 (2-3), Claudio Damiani: Rudnik (La miniera), Albije (Albio), Proljeće (Primavera), Dubrovnik, 2009., br. 3
- Prijevodi radio drama za III. program Radio Zagreba: Annalisa Bruni, Briljantna karijera (Una brillante carriera), g.1998. Aldo Parolini, Alkemičareva sjećanja (Memorie di un alchimista), g. 1999.
- NAGRADE
- Srebrna plaketa Muzičkih večeri u Sv. Donatu (1985.)
- Attestato di benemerenza – Premio "Frano Čale" 1995 Talijanskog instituta za kulturu (IIC) u Zagrebu.

- Križ sv. Olava: The Saint Olav Cross of Pilgrimage (Oslo, 2001.)

IZVORI (izbor)
- Leksikon jugoslavenske muzike, JLZ “Miroslav Krleža”, Sv. 1., Zagreb,1984.
- Hrvatski biografski leksikon, Sv. 5., HLZ “Miroslav Krleža”, Zagreb, 2002.
- Glazbene večeri u Sv. Donatu, Pet desetljeća glazbe, Ur. Erika Krpan, Hrvatsko narodno kazalište Zadar, Zadar, 2012.
- Hrvatsko društvo skladatelja (1945. – 2015.), Članovi, uredila Erika Krpan, Hrvatsko društvo skladatelja, Cantus d.o.o., Zagreb, 2015.
- Dina Bušić – Sanja Petrovski, 70 godina Glazbene škole Blagoje Bersa Zadar, Glazbena škola

Blagoje Bersa Zadar, 2017.
- Internetski portali Hrvatskog društva skladatelja i Društva hrvatskih književnih prevodilaca.

## Vanjske poveznice
- Juraj Gracin  Arhivirana inačica izvorne stranice od 18. ožujka 2014. (Wayback Machine) Hrvatsko društvo skladatelja
- [0=424 Juraj Gracin][neaktivna poveznica] Društvo hrvatskih književnih prevodilaca
- Ante Rogić: Jedan život sa sedam poglavlja  Arhivirana inačica izvorne stranice od 18. ožujka 2014. (Wayback Machine), Zadarski list, 22. veljače 2012.